# Bielawa Zachodnia
Bielawa Zachodnia – przystanek kolejowy, niegdyś stacja kolejowa w zachodniej części Bielawy.

## Ruch pasażerski
| Rok  | Wymiana pasażerska na dobę |
| ---- | -------------------------- |
| 2017 | –                          |
| 2022 | 200-299                    |

## Historia
Stację otwarto w 1891 roku, razem z budynkiem wykonanym z cegły. Stacja służyła najczęściej pracownikom fabryki włókienniczej, oraz turystom odwiedzającym Bielawę. Stacja w tamtych czasach nosiła nazwę Langenbielau Oberstadt czyli Długa Bielawa Górne Miasto do 1945 roku, kiedy to zmieniła nazwę na Bielawa Zachodnia. Stację zamknięto w 1977 roku. Obecnie dworzec jest w złym stanie, uległ częściowemu spaleniu.

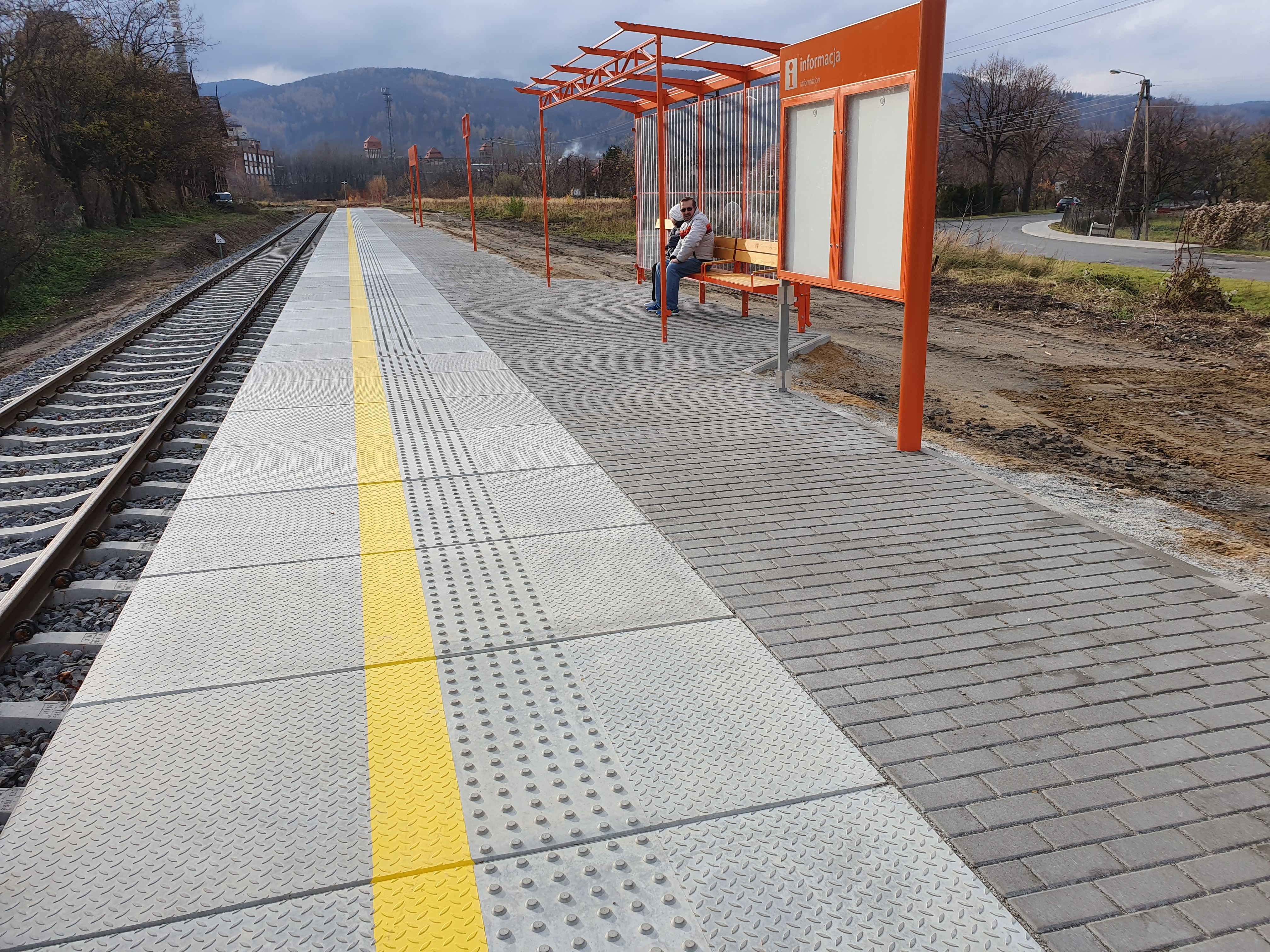
Peron Bielawa Zachodnia

## Bielawa Zachodnia Dworzec Mały
Kolejka prywatna "Kolejka Sowigórska" prowadząca do Bielawy z Pieszyc miała swoją stację w budynku stacji Bielawa Zachodnia, nigdy nie powstała osobna stacja. W 1945 roku stacja została zamknięta.

## Renowacja
22 marca 2019 r. samorząd województwa dolnośląskiego, po przejęciu linii od PKP PLK, podpisał umowę na rewitalizacje stacji kolejowej Bielawa Zachodnia. Samorząd województwa przedłużył niektóre kursy z dotychczasowej relacji Wrocław Główny - Dzierżoniów Śląski. 25 października tego samego roku po trasie przejechał pierwszy pociąg od 1977 roku. Regularne kursy świadczone przez Koleje Dolnośląskie powróciły wraz z nowym rozkładem jazdy od 15 grudnia 2019 roku. Zaplanowane jest także przedłużenie trasy do nieistniejących jeszcze stacji Zbiornik Sudety oraz Nowa Bielawa na lata 2020-2023/2023.
W celu lepszego skomunikowania stacji z miastem  uruchomiony został obok przystanek autobusowy obsługiwany przez ZKM  'Stacja Bielawa Zachodnia' przy ul. Sienkiewicza.

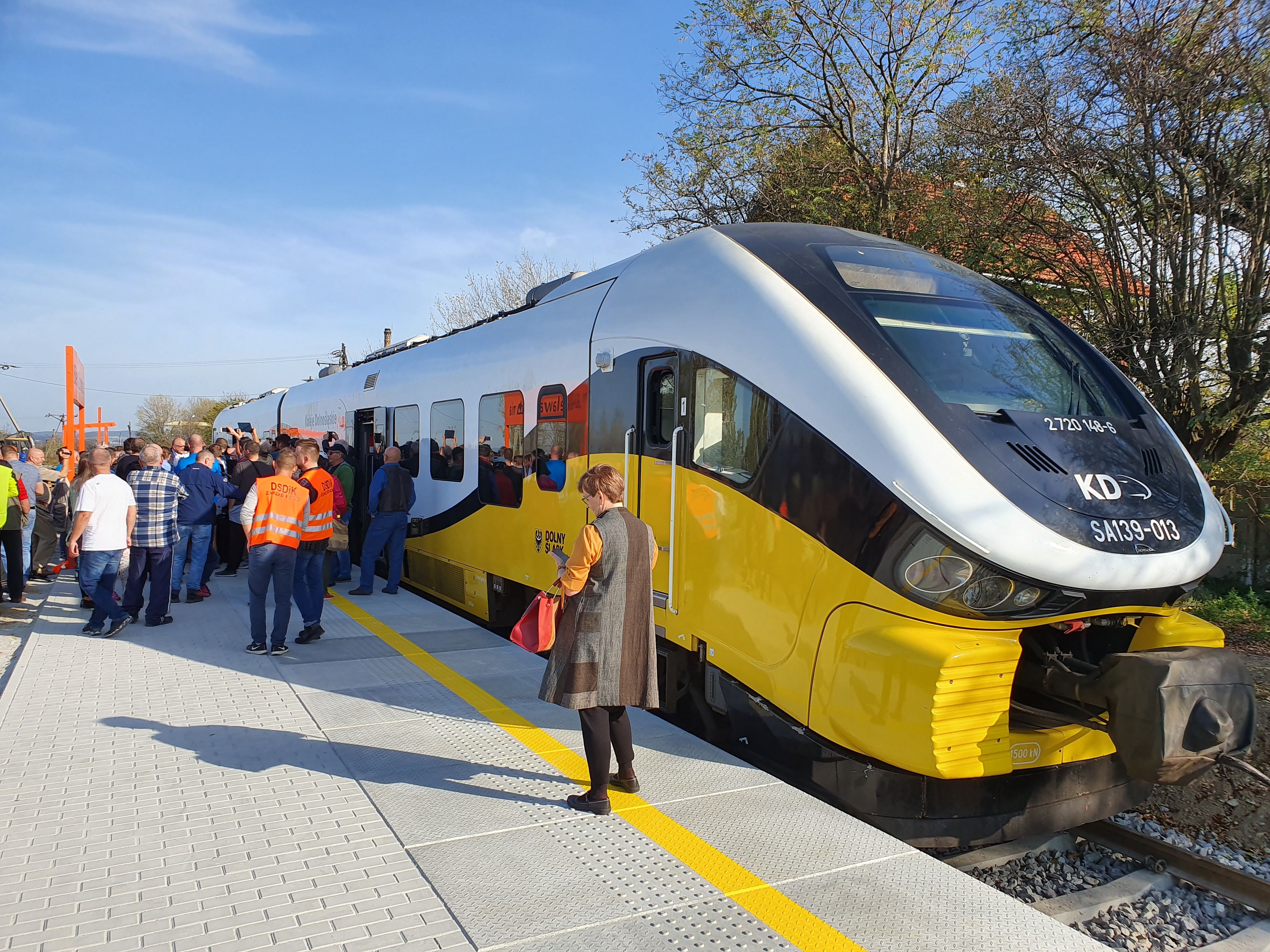
Pociąg na stacji Bielawa Zachodnia

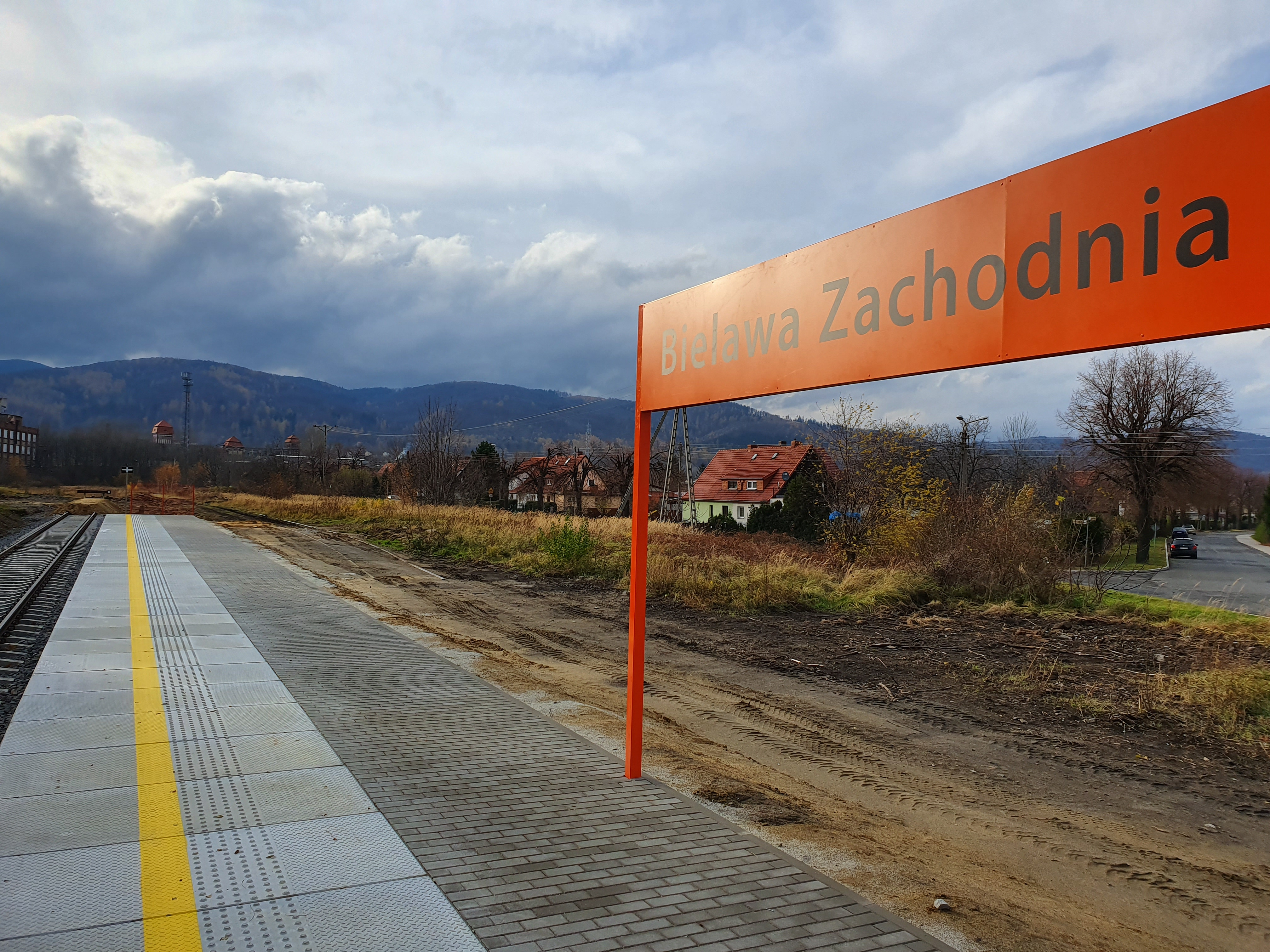
Tablica Bielawa Zachodnia